# Nahwirkung und Fernwirkung
Nahwirkung und Fernwirkung bezeichnen zwei konkurrierende historische Konzepte der klassischen Physik in der Frage, wie sich Kräfte ausbreiten.
Bei einer Fernwirkung geht man davon aus, dass sich die physikalische Wirkung über beliebige Entfernungen ohne vermittelndes Medium auswirkt, in der Newtonschen Theorie der Gravitation sogar instantan (d. h. ohne zeitliche Verzögerung). Die klassischen physikalischen Theorien der Mechanik – d. h. die Newtonsche Gravitation, die Elektrostatik und Magnetostatik – haben eine Fernwirkung zur Grundlage. Dies findet seinen Ausdruck beispielhaft in Newtons drittem Gesetz von actio und reactio: Zwei Körper wirken in jedem Augenblick, egal, wie weit sie voneinander entfernt sind und wie sie sich bewegen, mit entgegengesetzt gleichen Kräften aufeinander. Physikalisch kann dabei nicht näher begründet werden, auf welche Weise solche Kräfte übertragen werden, und auch schon ihre Entstehung wurde seit Aristoteles zu den „okkulten“ Eigenschaften der Körper gezählt.
Das Konzept der Nahwirkung wurde von Galileo Galilei den mittelalterlichen Vorstellungen von den okkulten Eigenschaften entgegengestellt. René Descartes begründete es philosophisch so, dass der Begriff des Körpers durch nichts anderes als die räumliche Ausdehnung schon vollständig definiert sei und eine Wirkung auf einen anderen Körper folglich nur bei Berührung erfolgen könne. Dennoch setzte sich aufgrund der Erfolge der auf Newton aufbauenden Himmelsmechanik der Gedanke der Möglichkeit einer  Fernwirkung im 18. Jahrhundert weitgehend durch. Doch 1838 entdeckte Michael Faraday, dass die elektrostatische Kraft zwischen zwei Körpern von der Art der zwischen ihnen befindlichen Materie abhängt. Weiterentwickelt durch James Clerk Maxwell, führte diese Entdeckung zu einem neuen Bild von der Nahwirkung: Die elektrische Ladung verändert zunächst den umgebenden Äther, und sobald diese Veränderung den Ort einer anderen Ladung erreicht, erfährt diese andere Ladung die elektrostatische Kraft. Dadurch ergibt sich auch eine endliche Ausbreitungsgeschwindigkeit der Wirkung.
Für die Kraftübertragung über den Raum führte Faraday den Begriff des Feldes ein. Der Feldbegriff ist auch in der modernen Physik gültig.

## Fernwirkung im Newtonschen Gravitationsgesetz
Das Gravitationsgesetz von Isaac Newton beschreibt eine instantane Fernwirkung. Wenn z. B. die Sonne plötzlich verschoben würde, dann würde hiernach die Erde sofort die veränderte Gravitation spüren und mit einer entsprechenden Änderung ihrer Bahn reagieren. Auch werden die gegenseitigen Bahnstörungen der Planeten nach Newton mit den Kräften berechnet, die sich aus den augenblicklichen Positionen der Planeten bestimmen.
Daher wurde Newtons Theorie allgemein dahingehend verstanden, dass die von ihm eingeführte Gravitationskraft ohne Verzögerung den absolut leeren Raum durchdringen könnte. Schon seine Zeitgenossen, darunter Christiaan Huygens und Gottfried Wilhelm Leibniz, warfen ihm vor, wieder okkulte Kräfte einzuführen, wenn er der nur als träge und passiv verstandenen Materie die Fähigkeit zu einer Fernwirkung zuschreibe, und noch Leonhard Euler sah darin eine absurde Annahme.
Doch auch Newton selbst lehnte diese Interpretation seiner Berechnungen und schon die bloße Möglichkeit einer solchen Fernwirkung strikt ab:

„It is unconceivable that inanimate brute matter should (without the mediation of something else which is not material) operate upon and affect other matter without mutual contact; as it must if gravitation in the sense of Epicurus be essential and inherent in it. And this is one reason why I desired you would not ascribe innate gravity to me. That gravity should be innate inherent and essential to matter so that one body may act upon another at a distance through a vacuum without the mediation of any thing else by and through which their action or force may be conveyed from one to another is to me so great an absurdity that I believe no man who has in philosophical matters any competent faculty of thinking can ever fall into it. Gravity must be caused by an agent acting constantly according to certain laws, but whether this agent be material or immaterial is a question I have left to the consideration of my readers.“

„Es ist undenkbar, dass leblose, rohe Materie (ohne die Vermittlung von etwas anderem, das nicht materiell ist) ohne direkten Kontakt auf andere Materie wirken sollte, [...]. Dass die Gravitation  der Materie angeboren, inhärent und wesentlich sein soll, so dass ein Körper auf einen anderen über eine Entfernung durch Vakuum hindurch und ohne die Vermittlung von etwas Sonstigem wirken soll, ist für mich eine so große Absurdität, dass ich glaube, kein Mensch, der eine in philosophischen Dingen geschulte Denkfähigkeit hat, kann sich dem jemals anschließen. Gravitation muss durch einen Vermittler verursacht werden, welcher beständig und nach bestimmten Gesetzen wirkt. Aber die Frage, ob dieser Vermittler materiell oder immateriell ist, habe ich meinen Lesern überlassen.“

Gegen die geäußerte Kritik präzisierte er, dass er aus den Beobachtungen der Natur nur offenbare Gesetzmäßigkeiten ableite, und dass nur deren Ursachen möglicherweise okkult blieben.
Schließlich war es der Erfolg der auf Newtons Gesetzen aufbauenden Klassischen Mechanik, welche für lange Zeit die Fernwirkung als akzeptiertes Modell vieler Bereiche der Naturwissenschaft etablierte. Auch der Philosoph Immanuel Kant fasste die Anziehung als Fernwirkung auf. Er schreibt (1786): „Die aller Materie wesentliche Anziehung ist eine unmittelbare Wirkung derselben auf andere durch den leeren Raum.“ Dadurch fanden die auf Descartes zurückgehenden Versuche, eine mechanische Gravitationserklärung mit Hilfe einer Wirbelbewegung eines Äthers zu erstellen, kaum noch Gehör.

## Elektrizität und Nahwirkungstheorie
Vom Erfolg von Newtons Fernwirkungstheorie beeinflusst, waren im 18. und 19. Jahrhundert auch die Anziehungs- und Abstoßungsgesetze für Körper mit ungleichnamigen bzw. gleichnamigen elektrischen Ladungen zunächst als Fernwirkungskräfte aufgefasst worden. Im 19. Jahrhundert wuchs jedoch die Überzeugung, dass Kräfte von Feldern und damit von physikalischen Größen vermittelt werden.
Der Erste, der über seine Versuche zur Elektrizität und zur elektromagnetischen Induktion zu einer Feldvorstellung kam, war Michael Faraday (1791–1867). Seiner Meinung nach wird von der felderzeugenden Anordnung der Raum erregt, so dass ein anderer Körper eine Kraft erfährt. Er führte das Feld als eigenständige Größe in die Physik ein. Kräfte werden demnach mittelbar mit Hilfe eines Feldes übertragen, das sich nach ursprünglicher Ansicht instantan im Raum ausbreitet. Auf einen geladenen Körper wirkt die Kraft im Sinne des Nahwirkungsbegriffs mit der am betreffenden Ort herrschenden Feldstärke. Faraday war schon 1852 überzeugt, dass diese Annahme nicht nur für magnetische und elektrische Felder, sondern auch für Gravitationsfelder richtig ist.
1864 legte James Clerk Maxwell (1831–1879) dann eine komplette Feldtheorie des Elektromagnetismus vor. Seine Hypothese der Verschiebungsströme macht es erforderlich, diese Nahwirkungstheorie auch auf das Vakuum auszudehnen. Aus den Maxwell-Gleichungen geht hervor, dass zeitlich veränderliche elektrische und magnetische Felder sich gegenseitig erzeugen und daher zu einem elektromagnetischen Feld zusammengefasst werden müssen, das sich insgesamt mit endlicher Geschwindigkeit ausbreitet. Die Kräfte auf einen geladenen Körper ergeben sich dann als Coulombkraft und Lorentzkraft aus den an seinem Ort herrschenden Feldstärken. Des Weiteren folgt die Möglichkeit, dass ein einmal erzeugtes elektromagnetisches Feld unabhängig von seiner Quelle weiter existiert und sich als elektromagnetische Welle durch den Raum fortpflanzt.
Um den Feldstandpunkt von der Fernwirkung zu unterscheiden, wurde er als Nahwirkung bezeichnet. Eine Erklärung für das Wort „Nahwirkung“ ergibt sich aus der Vorstellung, dass der Körper durch den Raum, der ihn umgibt, die Kraft erfährt. Jede Wirkung überträgt sich von einem Punkt P1 zu einem „benachbarten“ Punkt P2.
Wer den Begriff „Nahwirkung“ zum ersten Mal verwendete, ist nicht bekannt.
Solange es sich um statische Anordnungen handelt, zeigt sich kein Unterschied zwischen Fern- und Nahwirkung, wohl aber bei dynamischen Problemen. Der experimentelle Durchbruch erfolgte schließlich 1886 durch den Nachweis von elektromagnetischen Wellen durch Heinrich Hertz.
Für die Ausbreitung elektromagnetischer Wellen wurde bis über das Ende des 19. Jahrhunderts hinaus die Theorie eines mechanischen Ausbreitungsmediums favorisiert, des Äthers. Noch die führenden Theoretiker der Elektrodynamik zu Beginn des 20. Jahrhunderts Hendrik Antoon Lorentz, Henri Poincaré, Joseph Larmor gingen von der Existenz eines Äthers aus. Auch der Experimentalphysiker Albert A. Michelson, dessen Nullresultat beim Michelson-Morley-Experiment wesentlich zur Überwindung der Idee eines Äthers beitrug, war bis zu seinem Tod nicht von der Nicht-Existenz eines Äthers überzeugt.
Während sich im Allgemeinen das Feldkonzept und die Nahwirkungstheorie durchsetzte, gibt es auch Formulierungen der klassischen Elektrodynamik über eine direkte Teilchen-Teilchen Wechselwirkung (allerdings nicht instantan, sondern mit Zeitverzögerung, die der Lichtgeschwindigkeitsschranke entspricht) von Karl Schwarzschild, Adriaan Fokker und Hugo Tetrode, was in den 1940er Jahren von John Archibald Wheeler und Richard Feynman aufgegriffen wurde (Absorber Theory).  Sie benutzt gleichwertig avancierte und retardierte Potentiale und ist damit zeitsymmetrisch. Weiterhin hat sie den Vorteil, dass man damit die Selbstwechselwirkung von geladenen punktförmigen Teilchen umgehen kann mit den damit verbundenen Divergenzen. Fred Hoyle und Jayant Vishnu Narlikar verwendeten diese Theorie in einer Kosmologie die das Machsche Prinzip implementiert. Die Idee einer Fernwirkung mit endlicher Ausbreitungsgeschwindigkeit für die Elektrodynamik hatte schon Carl Friedrich Gauß 1845, konnte sie aber damals noch nicht präzise formulieren.

## Gravitation und Relativitätstheorie
Parallel zu den Entwicklungen in der Elektrodynamik (schon Maxwell ging davon aus, dass sich Felder mit endlicher Geschwindigkeit ausbreiten) versuchten verschiedene Physiker zwischen 1870 und 1910, auch die Gravitation als Nahwirkung zu beschreiben. Schließlich gelang Albert Einstein mit der Allgemeinen Relativitätstheorie die Formulierung einer solchen Theorie, welche die Lichtgeschwindigkeit als Ausbreitungsgeschwindigkeit der Felder beinhaltet. Er zeigte damit, dass sich keine effektiven Wirkungen, also auch keine Felder und Kräfte, schneller als das Licht ausbreiten können. Eine instantane Wirkung über beliebige Entfernungen ist demnach unmöglich.
Im hypothetischen Beispiel mit der verschobenen Sonne würde sich also die Gravitationswirkung auf die Erde erst nach ca. 8 Minuten ändern – also nach der Zeit, die auch das Licht von der Sonne zur Erde benötigt. Wir würden daher insbesondere nichts von der Verschiebung spüren, bevor wir sie nicht auch sähen.
Die Berechnung von Planetenbahnen um die Sonne mit diesem retardierten Potential ergibt allerdings keine exakte Ellipse, sondern eine Spirale, die nach vielen Umläufen in der Sonne endet. Der größte Anteil dieses Effekts wird in der Allgemeinen Relativitätstheorie durch den gravitomagnetischen Effekt kompensiert; der verbleibende Energieverlust des Planeten wird mit einer Aussendung von Gravitationswellen erklärt. Diese wären für Planeten zu schwach, um beobachtet zu werden, bei hinreichend massereichen Objekten sollten sie jedoch zu beobachten sein. Ein indirekter Nachweis der Gravitationswellen durch Russell Hulse und Joseph Taylor zeigt genau diesen Effekt: Die Pulsare des Doppelpulsars PSR J1915+1606 kreisen in einer Spiralbahn umeinander, was zu einer messbar zunehmenden Umlauffrequenz führt. 2016 wurde die Existenz von Gravitationswellen durch ein am 14. September 2015 in den USA erfasstes Signal experimentell nachgewiesen.

## Quantenphysik
Die Debatte um Nah- und Fernwirkung setzte sich bis ins 20. Jahrhundert fort. Das Postulat der Relativitätstheorie, dass sich alle Wirkungen maximal mit Lichtgeschwindigkeit ausbreiten, führt in der Quantenmechanik zum Einstein-Podolsky-Rosen-Paradoxon: wenn eines von zwei miteinander verschränkten Teilchen seinen Zustand ändert, so muss sich nach der Quantenmechanik auch instantan das andere ändern, was nicht im Einklang mit der Relativitätstheorie ist. Dies wird erst durch die relativistische Quantenfeldtheorie aufgelöst, in der ein Kausalzusammenhang immer auf den Vorwärtslichtkegel beschränkt ist.

## Heutiger Stand
Heute wird davon ausgegangen, dass drei der vier Fundamentalkräfte durch Bosonen als Austauschteilchen übertragen werden:
- bei der elektromagnetischen Kraft sind es die Photonen
- bei der Kernkraft die Gluonen
- bei der schwachen Wechselwirkung die W-Bosonen und Z-Bosonen

Sofern die Austauschteilchen masselos sind (Photonen und Gluonen), wird ihre Wirkung gerade mit Lichtgeschwindigkeit übertragen, für massebehaftete Austauschteilchen mit geringerer Geschwindigkeit.
Austauschteilchen der Gravitationskraft, die Gravitonen, konnten (bisher) nicht festgestellt werden. Allerdings beinhaltet Einsteins Allgemeine Relativitätstheorie die Lichtgeschwindigkeit als Ausbreitungsgeschwindigkeit der Gravitationskraft.
Somit können sich keine effektiven Wirkungen, also auch keine Felder und Kräfte, schneller als das Licht ausbreiten. Eine Fernwirkung, d. h. eine instantane Wirkung über beliebige Entfernungen, ist demnach unmöglich.

## Kritik
In der Physik wird der Begriff Nahwirkung als Gegensatz zur Fernwirkung von Kräften ungern benutzt, denn er ist missverständlich und unnötig. Die dem Fernwirkungsstandpunkt zu Grunde liegende Annahme, Kräfte wirkten sofort und unmittelbar auf jede Entfernung, beinhaltet schließlich auch eine Nahewirkung. Es erscheint zudem paradox, dass ausgerechnet die großen Reichweiten von Gravitation und elektromagnetischen Wellen als Nahwirkung bezeichnet werden.
Für den Feldstandpunkt den Begriff Nahwirkung einzuführen ist überflüssig, da es einer zusätzlichen Erklärung bedarf, wieso er synonym für den einfacheren Feldbegriff sein soll. Grundsätzlich ist immer dem klareren Begriff der Vorzug zu geben. Es genügt zu sagen: Der Fernwirkungsstandpunkt wurde vom Feldstandpunkt abgelöst.